# Wyspy Seribu
Wyspy Seribu (indonez. Kepulauan Seribu) – archipelag w Indonezji na Morzu Jawajskim w pobliżu Dżakarty. Powierzchnia 9 km²; około 20 tys. mieszkańców. Administracyjnie należą do okręgu Dżakarty.
Wyspy ze względu na strategiczne położenie u wejścia do portu w Batawii zostały w XVII wieku zajęte przez Holendrów, którzy nazywali je Tysiąc Wysp (w rzeczywistości jest ich około 600, z czego 105 ma nazwy, a tylko 11 jest zamieszkanych). Na wyspie Kelor (wówczas Kerkhof) znajdują się ruiny fortu, który bronił wysp i dostępu do Batawii przed piratami i okrętami wrogich flot. Największe znaczenie miała zawsze wyspa Onrust, na której wybudowano stocznię i budynki użyteczności publicznej (szpital, więzienie, siedzibę władz). Na wyspie Bidadari stała (obecnie tylko ruiny) strażnicza wieża  Martello.
Obecnie najważniejszą wyspą jest Panggang, ludność utrzymuje się z rybołówstwa i obsługi ruchu turystycznego. Cały archipelag tworzy park morski Kepulauan Seribu National Park.